# Comté de Monroe (Alabama)
Pour les articles homonymes, voir Comté de Monroe.
Le comté de Monroe est un comté des États-Unis, situé dans l'État de l'Alabama. Son nom est un hommage à James Monroe, cinquième Président des États-Unis. En 2000, il comptait 24 324 habitants. Le siège du comté est situé à Monroeville. À l'exception de cette ville, le comté est un dry county, c'est-à-dire que la vente d'alcool y est interdite.

## Géographie

### Principales routes
- U.S. Route 84
- State Route 21
- State Route 41
- State Route 47
- State Route 59

### Comtés limitrophes
| Comté de Clarke  | Comté de Wilcox                    | Comté de Butler  |
| Comté de Clarke  | Comté de Monroe                    | Comté de Conecuh |
| Comté de Baldwin | Comté de Baldwin, Comté d'Escambia | Comté d'Escambia |

## Démographie
| 1820  | 1830  | 1840   | 1850   | 1860   | 1870   | 1880   | 1890   |
| ----- | ----- | ------ | ------ | ------ | ------ | ------ | ------ |
| 8 838 | 8 782 | 10 680 | 12 013 | 15 667 | 14 214 | 17 091 | 18 990 |

| 1900   | 1910   | 1920   | 1930   | 1940   | 1950   | 1960   | 1970   |
| ------ | ------ | ------ | ------ | ------ | ------ | ------ | ------ |
| 23 666 | 27 155 | 28 884 | 30 070 | 29 465 | 25 732 | 22 372 | 20 883 |

| 1980   | 1990   | 2000   | 2010   | - | - | - | - |
| ------ | ------ | ------ | ------ | - | - | - | - |
| 22 651 | 23 968 | 24 324 | 23 068 | - | - | - | - |

## Politique

### Élections en 2008
Lors de l'élection présidentielle de 2008, 6 175 suffrages (55 %) vont au candidat républicain John McCain, pour 5 025 (45 %) au démocrate Barack Obama.
Aux élections sénatoriales de 2008, le sénateur républicain sortant Jeff Sessions est plébiscité avec 6 457 voix (58 %) contre 4 626 (42 %) pour la démocrate Vivian Davis Figures.
Les élections à la Chambre de 2008, le comté de Monroe faisant partie du 1er district congressionnel d'Alabama, n'offrent pas réellement d'enjeu : le républicain sortant Jo Bonner n'a pas d'adversaire.

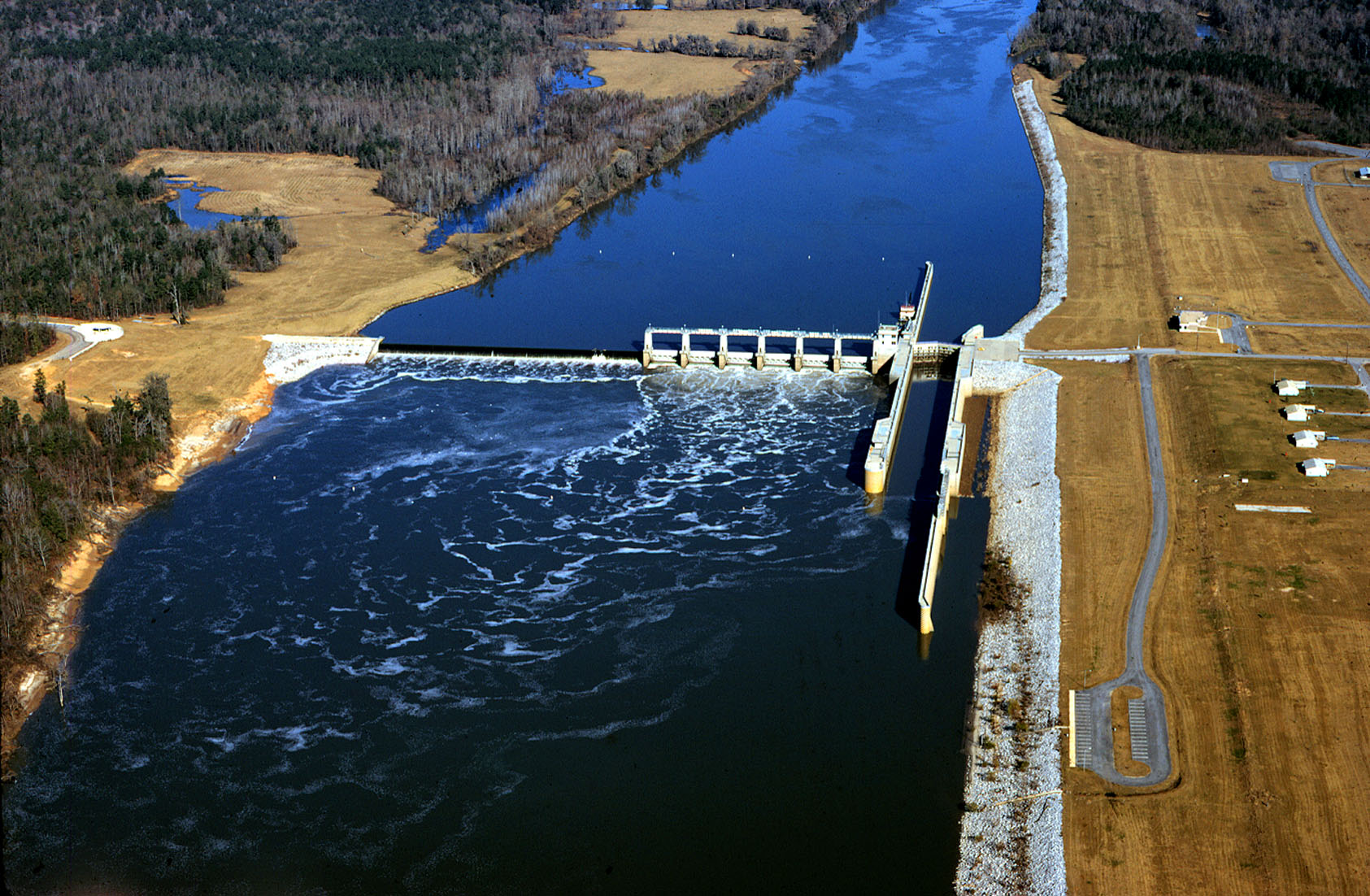
Écluse sur l'Alabama dans le comté de Monroe